# Korach

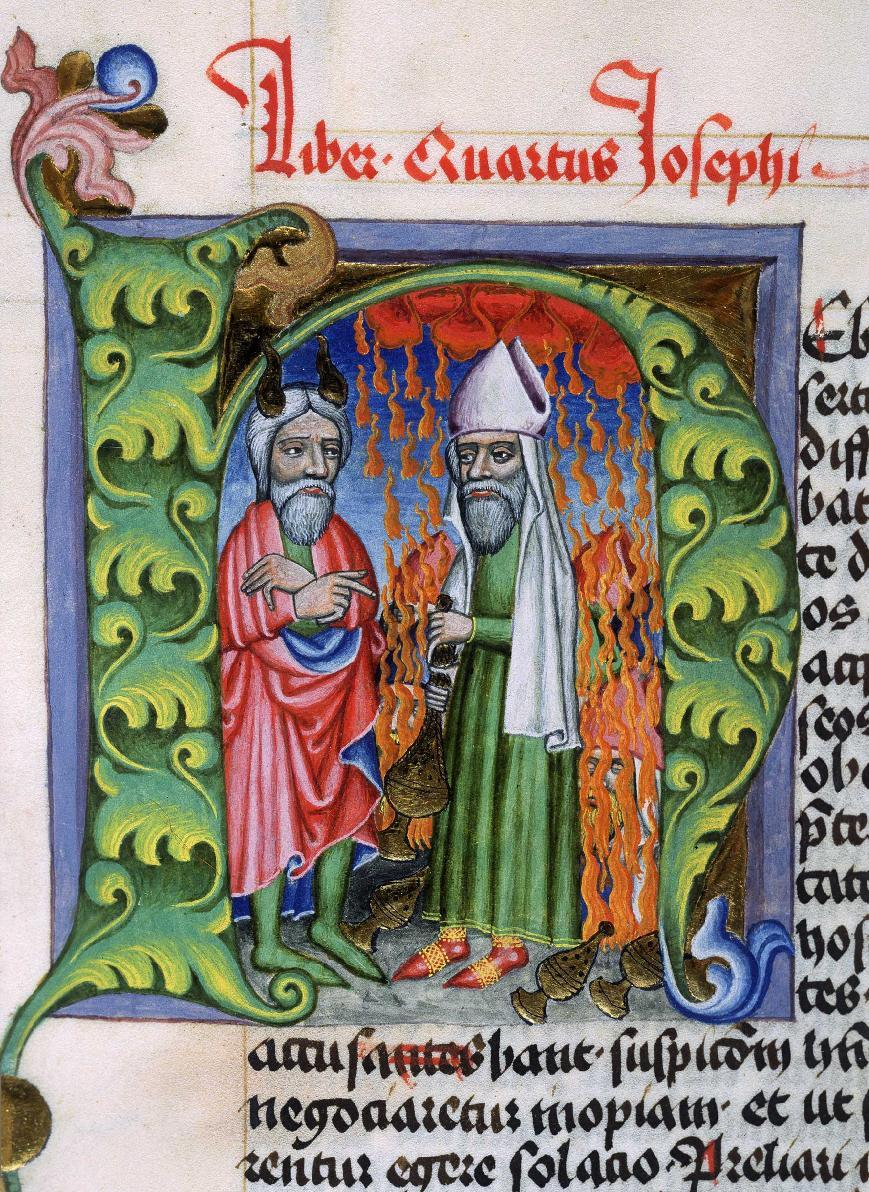
Mozes en Korach

Korach is een Leviet wiens genealogie in Exodus 6:21 zegt dat hij een zoon was van Jishar, een oom van Aäron, Mozes en Mirjam. Zijn broers waren Nefeg en Zichri. Hij betwistte het gezag van Mozes en Aäron en steunde daarbij op drie mannen van de stam van Ruben, Datan, Abiram en On. Nog 250 andere vooraanstaande Israëlieten sloten zich bij hen aan (Numeri 16:1-2).
Mozes organiseerde een soort godsgericht om te tonen wie de steun van God had. Hij liet de opstandelingen en Aäron de volgende morgen samenkomen voor het tabernakel, elk met hun wierookvaten. De opstandelingen worden met vrouw en kinderen, have en goed door de aarde opgeslokt en de 250 aanhangers werden door een hemels vuur vernietigd (Numeri 16:1-35).
De dag daarop verzamelde zich een grote woedende menigte aan het tabernakel die rekenschap vroeg aan Mozes en Aäron. Zij werden bedekt door een wolk en God waarschuwde Mozes en Aäron om te gaan liggen. In opdracht van Mozes bracht Aäron een reukoffer aan God ter verzoening. Op dat moment stopte de "plaag" die God over het volk gezonden had, maar er waren ondertussen wel "veertien duizend en zevenhonderd" doden gevallen (Numeri 16:41-50).